# كيث كاميرون
كيث كاميرون (بالإنجليزية: Keith Cameron)‏ هو لاعب اتحاد الرغبي نيوزيلندي، ولد في 3 فبراير 1978 في واكتاني ‏ في نيوزيلندا.